# Immanuel Jakobovits
Immanuel Jakobovits, Lord Jakobovits (Königsberg, 8 febbraio 1921 – Londra, 31 ottobre 1999), è stato un rabbino e teologo britannico.
È stato considerato la massima autorità spirituale e morale ebraica ortodossa in Gran Bretagna e Irlanda, col titolo di Chief Rabbi of Great Britain and the Commonwealth of Nations dalla sua nomina nel 1966 e fino al 1991. Suo successore è stato Sir Jonathan Sacks (m. 2020).
Creato Knight Bachelor dalla Regina Elisabetta II nel 1981 e Lord nel 1988, col titolo "Barone Jakobovits di Regent's Park in Greater London", diventando così il primo rabbino a ricevere tale onorificenza. Nel 1987 gli fu conferito un Divinitatis Doctor (DD) dall'Arcivescovo di Canterbury, primo ebreo a riceverlo. Nel 1991 ricevette il Premio Templeton per "Progresso in Religione".
Morì a St John's Wood (Westminster) nel 1999.

## Opere
- Jewish Medical Ethics (1959/1975)
- Jewish Law Faces Modern Problems (1965)
- Journal of a Rabbi (1966)
- The Timely and The Timeless: Jews, Judaism and Society in a Storm-tossed Decade (1977)
- If Only My People: Zionism in My Life (1984)
- Dear Chief Rabbi: From the Correspondence of Chief Rabbi Immanuel Jakobovits on Matters of Jewish Law, Ethics and Contemporary Issues, 1980—1990 (1995)
- Lord Jakobovits in Conversation (2000)